# Jakub Jan Ryba
Jakub Šimon Jan Ryba (26 octobre 1765 – 8 avril 1815) est un professeur et compositeur de musique classique bohémien. Son œuvre la plus célèbre est Česká mše vánoční.

## Biographie
Ryba naît à Přeštice près de Plzeň le 26 octobre 1765 dans la famille d'un maître d'école, lequel à l'époque se devait d'être bon musicien et chanteur. Sous la direction de son père il apprend le chant, le violon, le violoncelle et l'orgue, et, plus tard, la basse continue et, surtout, la composition. À dix ans, il pouvait remplacer son père à l'orgue. Il apprit aussi le latin et le grec. 
En 1780, il part étudier à Prague où il demeura cinq ans. En 1786, il se rend à Mnísek pour assister son oncle qui y enseignait. Une place d'enseignant s'étant libérée à Rozmitál, il s'y installe en février 1788. 
En 1790, il épouse Anna Legler. Il en eut treize enfants dont six moururent. 
Sur les dernières années de sa vie nous savons peu de choses. Des conditions matérielles toujours plus difficiles, l'incompréhension de son entourage le poussent à éviter la vie sociale. Il se sépare finalement également du cercle de ses amis et devint misanthrope, perdant foi dans l'amitié et la justice. Sous l'influence de la lecture des philosophes stoïciens, particulièrement Sénèque, il se suicide le 8 avril 1815. Le pourquoi de cette fin tragique demeure une question sans réponse.

## Œuvre
Dans le domaine de la musique sacrée, Ryba fut un compositeur prolifique avec pas moins de 90 messes, sept Requiem et une centaine de graduels, motets et autres morceaux qui forment la plus grande partie de ses compositions qui ont survécu. Son œuvre séculière, incluant des chants tchèques et un grand nombre de compositions orchestrales ou instrumentales, est malheureusement presque intégralement perdue. Ses œuvres instrumentales conservées révèlent l'influence de ses contemporains tels que Vanhal et Myslivecek, mais également Joseph Haydn et Carl Philipp Emanuel Bach.
Sa "messe tchèque de Noël" ("Česká mše vánoční"), connue également sous le nom "Hé, Maître!" ("Hej, mistře!"), composée en 1796, est son œuvre la plus connue, toujours jouée de nos jours pendant la période de Noël en Bohême.

## Hommages
L'astéroïde (2523) Ryba, découvert en 1980, est nommé en son honneur.

## Discographie
- Messes pastorales en ut majeur pour la nuit de Noël et en si bémol majeur pour l'octave de Noël, messe en mi mineur ; solistes, chœur de Prague, Nouvel orchestre de chambre tchèque, direction Jirí Bélohlávek ; 1 CD Multisonic (1993)
- Quatuors pour flûte et cordes en ut majeur et fa majeur, quatuors à cordes en la mineur et en ré mineur ; Jan Ostrý, flûte, M. Nostitz Quartet ; 1 CD Naxos (2006)
- Czech Christmas Mass and 3 Pastorellas par Magdalena Kozena et la Capella Regio Musicalis, direction Robert Hugo ; CD DG (2009)
- Stabat Mater (1805) par L'Armonia Terrena, Martinu Voices + 4 solistes (s,a,t,b), direction Zdenek Klauda CD NIBIRU 01622231 (2016)